# Rok ďábla (soundtrack)
Rok ďábla je soundtrack z roku 2002 ke stejnojmennému filmu Petra Zelenky.
Na albu se podíleli:
- Jaromír Nohavica
- Karel Plíhal
- Čechomor

## Seznam skladeb
1. Rok ďábla I	00:53
2. Básnířka	(Nohavica, Čechomor) 02:48
3. Šimbolice (Čechomor)	03:07
4. NTAK (Nohavicova teorie alkoholového kopce) 01:27
5. Pyšný Janek (Nohavica, Čechomor)	02:26
6. Lásko, voníš deštěm (Marie Rottrová)	04:13
7. Karle, pojď	00:31
8. Píseň pro malou Lenku (Jaromír Nohavica)	03:59
9. Koníčky (Čechomor)	02:33
10. Rakety (Jaromír Nohavica)	04:13
11. Pukaea (The Trumpet) (Jaz Coleman, Hinewehi Mohi)	06:30
12. Proč má člověk mlčet?	01:14
13. Kometa (Nohavica, Čechomor)	03:45
14. Kdo na moje místo? I (Karel Plíhal, František Černý)	02:31
15. Janova modlitba	01:16
16. Mikymauz	(Nohavica, Plíhal) 04:02
17. Universe B	00:56
18. Exorcism	(Killing Joke) 04:08
19. Mezi horami (Čechomor)	05:18
20. Osud (Jaromír Nohavica)	04:10
21. Rok ďábla II	00:45
22. Amerika (Nohavica, Čechomor)	02:38
23. Kdo na moje misto? II (Nohavica, Čechomor)	02:51
24. Pojď, Karle	00:27
25. Goluboček (Nohavica, Čechomor)	01:21
26. Rok ďábla III	00:56